# Riefensbeek-Kamschlacken
Riefensbeek-Kamschlacken ist der kleinste staatlich anerkannte Erholungsort im Harz sowie Ortsteil der Stadt Osterode am Harz im Landkreis Göttingen in Südniedersachsen, Deutschland. Er liegt an der Söse oberhalb der Sösetalsperre und an der Bundesstraße 498. Haupteinnahmequelle der Bewohner ist der Fremdenverkehr, begünstigt durch die ruhige Lage in einer landschaftlich schönen Umgebung. Von hier aus führt auch der kürzeste Weg zur Hanskühnenburg (2,5 km). Der Harzer Försterstieg endet im Ort.
Die örtliche Nationalpark-Informationsstelle wird vom Harzklub betrieben.

## Geschichte

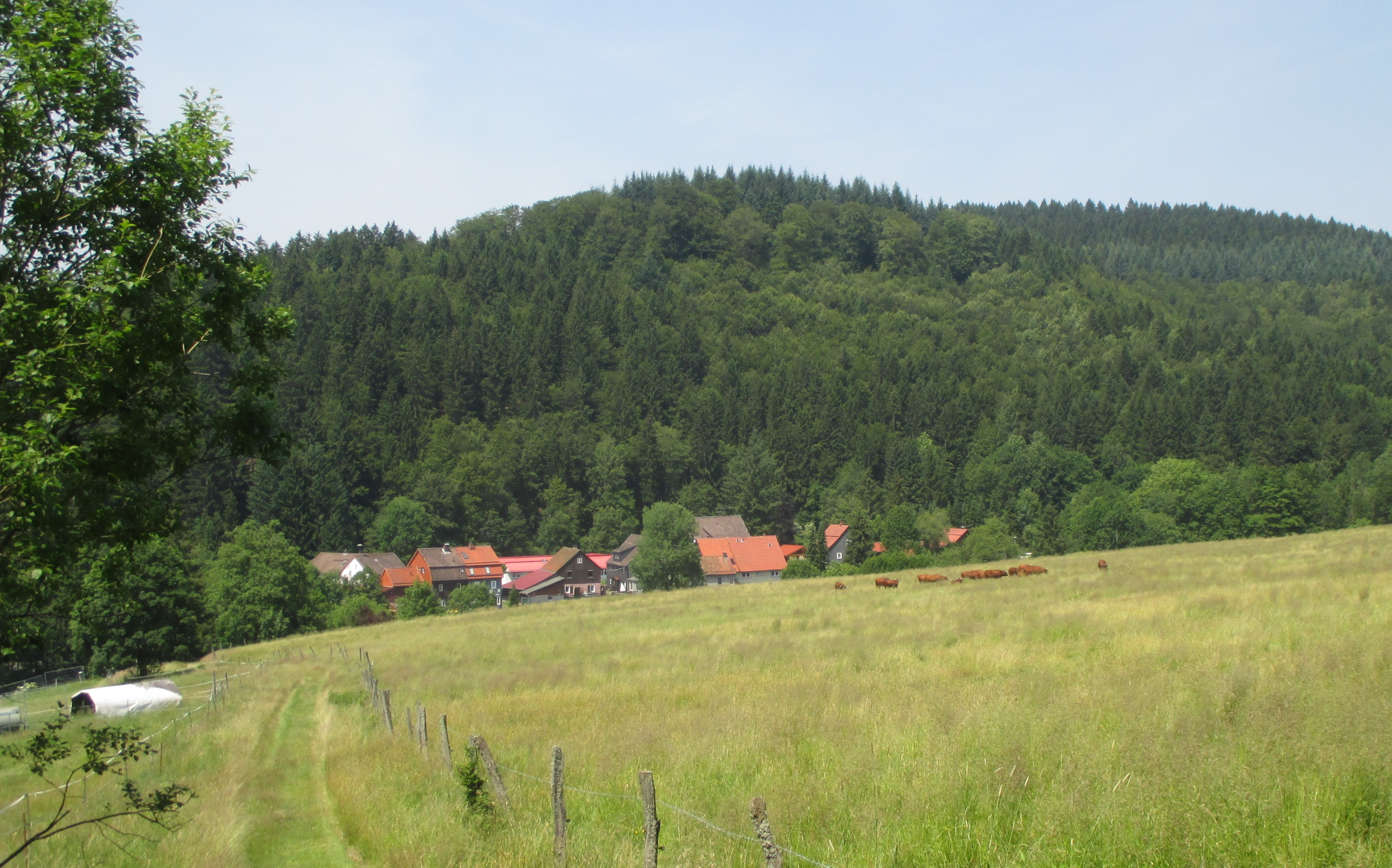
Blick auf Kamschlacken

Das früheste Schriftzeugnis von Riefensbeek ist von 1455 und lautet „Richemesbeke“. Die späte Überlieferung macht eine Deutung schwer. Bach mit dem Binsen (altsächsisch riskenbek) wäre möglich.
Kamschlacken wurde erstmals 1298 als „casam Herrekescampe“ bezeichnet, was sich auf eine dort befindliche Silberhütte bezog. Dieser Name lässt sich als eingefriedetes Landstück eines Herrik übersetzen. Die heutige Form ist erst 1460 als „Kampes Slaggen“ bezeugt. Dies bedeutet Schlacke der Kamphütte, weil sich dort wohl ein Verhüttungsplatz befunden hat.
Im 13. und 14. Jahrhundert wurden hier wegen des guten Holzvorrats für Holzkohle und ausreichender Wasserkraft Eisenhütten betrieben. Bergbauversuche scheiterten dagegen und wurden deswegen eingestellt. Später entwickelte sich auch die Forst-, Viehweide- und Milchwirtschaft.
1843 zählte man 73 Einwohner in Riefensbeek und 52 Einwohner in Kammschlacken. Am 2. Juni 1849 ertappte der in Kamschlacken stationierte Königliche Feldjäger August Schmidt den Bergmann Carl Wagener bei der Wilderei. Wagener verwundete den Feldjäger mit zwei Axthieben am Kopf schwer, dass er lautlos zu Boden stürzte. Er konnte den Wilddieb noch wegen seiner eigentümlichen Hautfarbe erkennen. Aus seiner Bewusstlosigkeit erwacht, schleppte er sich zu seiner Mietwohnung in Kamschlacken, dem späteren Forst- und Wirtshaus, wo er eine Woche später seinen Verletzungen erlag. Der mutmaßliche Täter wurde bald darauf festgenommen, am 23. Mai 1850 in Göttingen zum Tode durch das Schwert verurteilt und am 9. August 1850 außerhalb von Zellerfeld öffentlich hingerichtet.
1850 erfolgte der Zusammenschluss der Dörfer Riefensbeek (Lage) und Kamschlacken (Lage). 1854 wurde ein Schulhaus mit Beetsaal für die neue Gemeinde errichtet.
Ende des 19. Jahrhunderts entwickelte sich der Tourismus – wie überall im Harz – zu einer bedeutenden Einnahmequelle. Am 5. August 1898 erfolgte die Gründung des Harzklub-Zweigvereins. Nachdem der Verein seit 1933 inaktiv war, wurde er 1957 neu gegründet. Nach dem Krieg stieg durch die Eingliederung von Flüchtlingen die Einwohnerzahl von 253 Einwohnern in 1939  auf 392 Menschen im Jahr 1950.  Bis 1952 hieß der Ort offiziell Cammschlacken, ein Ratsbeschluss änderte den Namen in die heutige Schreibweise. Von 1958 bis 1974 gab es eine eigene Heimat- und Musikgruppe. Nach 1963 wurden durch ihn viele Wanderhütten, Pavillons und Wanderwege gebaut und betreut. 1964 begannen die Planungen für den Bau der 1966 fertig gestellten evangelischen Christus-Kapelle.
Am 1. Juli 1972 wurde die Gemeinde Riefensbeek-Kamschlacken, welche bis dahin dem Landkreis Zellerfeld angehörte, in die Kreisstadt Osterode am Harz eingegliedert.
Das Grundwort des Ortsnamens Riefensbeek bedeutet Bach, siehe hierzu auch Riefenbach.

## Politik
Aufgrund seiner geringen Einwohnerzahl hat Riefensbeek-Kamschlacken keinen eigenen Ortsrat, sondern wird von einem Ortsvorsteher vertreten. 2021 wurde Burghardt von Koppen zum Ortsvorsteher ernannt.